# STVニュース (スコットランド)
『STVニュース（STV News）』は、スコットランドの商業テレビ局・STVが制作するニュースサービスである。このニュース部門は、スコットランド北部と中部のSTVのチャンネル3フランチャイズエリアをカバーする2つの地域サービスを形成している。
STVのニュース番組は、グラスゴー、エディンバラ、アバディーンのスタジオで制作され、リポーターはダンディーとインヴァネスのニュースルームを拠点とし、政治担当記者はホリールードとウェストミンスターを拠点としている。フリーランスの特派員とカメラクルーは、オークニー諸島とシェトランド諸島、ウィック島とフォート・ウィリアムを拠点とし、ストーノウェーを拠点とする西部諸島の常設特派員を擁している。
STVニュースは、毎日のニュース放送やオンラインサービスに加えて、時事問題番組『スコットランド・トゥデイ』と長編ドキュメンタリーも制作している。

## 放送

『STV News at Six』の様々なバリエーションを受信する4つのサブ地域

『STV News at Six』の2つの別々の版が、STVセントラルとSTVノースで平日夜18:00に放映される。18:30には、ネットワーク化されたニュース番組『ITVイブニングニュース』が続く。
主な夜の番組は、週7日、『STV News』短信ニュース放送で補足される。
- 『グッド・モーニング・ブリテン』の期間中、平日の6:10、7:10、8:10頃に放送される北部及び中部地域の『グッド・モーニング・スコットランド（Good Morning Scotland）』（同名のBBCラジオ・スコットランドの番組と混同しないこと）が更新される。どちらのニュース放送もグラスゴーから放送される。
- 『ITVランチタイムニュース（英語版）』に続き、平日13:55に北部及び中部地域の昼間ニュース放送。
- 『ITV News at Ten』に続いて、平日夜22:30に北部及び中部地域の深夜ニュース放送。
- 土曜夜に1回、日曜の夜に1回に、週末のニュース放送をグラスゴーから全ての地域に放送している。

中部地域では、STVのグラスゴーとエディンバラのスタジオが共同で『STV News at Six』を放送している。この番組には、各地域の東部と西部の個別のニュース、スポーツ、天気予報の飛び降りが含まれている。
北部では、テイサイドとファイフ北東部の視聴者は、メインの『STV News at Six』で平日夜5分間のニュース放送を個別に受け取り、ダンディーのシーブラーズにあるSTVのスタジオで放映及び制作され、アバディーンのテクニカルギャラリーから監督される。テイサイドのニュース放送が放送されている間、さらに北部の視聴者は、アバディーンのメインスタジオから放送される北東部、ハイランドと諸島からのニュースをさらに見ることができる。
全ての北部、東部、汎地域のニュース放送は、 STV +1での最初の放送から1時間後に放送される。同放送は、STV Playerウェブサイトでの放送後1日間キャッチアップすることもできる。

## デジタル
STVニュースは、ウェブサイトとモバイルアプリを通じてデジタルニュースサービスを運営している。同ウェブサイトに取り組んでいる専任のチームデジタルスタッフがおり、独自のジャーナリズムを形成し、グラスゴー、エディンバラ、アバディーン、ダンディー、インバネスのニュースチームのジャーナリストと協力している。

## 概要
『STV News at Six』は、2009年3月23日にSTVの大幅な改修の一環として開始された。毎晩のニュース番組は、以前はSTV中央地域では『スコットランド・トゥデイ』、STVノース地域では『ノース・トゥナイト』として知られていたが、どちらの番組も2007年1月以降、ローカルの飛び降りを行っていた。
以前は中部地域では、西部と東部の地域の視聴者は、18:00のメイン番組内で5分間のニュース放送を受け取り、『STV News West』は、グラスゴーのメインスタジオに拠点を置くプレゼンターと共に、トバモリーからフォルカークまでの地域をカバーしていた。一方、『STV News East』はアンストラザーからダンバーまでのエリアをカバーし、STVのエディンバラスタジオで放映および制作された。2011年5月23日に、この2つの地域向けの完全版の『STV News at Six』番組が開始された。

### STV2（英語版）の全国ニュース
2014年6月2日、ローカルテレビチャンネルのSTVグラスゴーの一部として、二次ニュースサービス『STVグラスゴーニュース（STV Glasgow News）』が開始された。これに続いて、2015年1月12日にSTVエディンバラのニュースサービスが開始された。
両方のチャンネルは、2017年4月にアバディーン、エア、ダンディーの新しいローカルテレビサービスと統合されて「STV2」となり、平日13:00と22:00の30分間の番組で全国ニュース放送を終日提供している。
2016年9月、STVはスコットランド、イギリス国内、世界のニュース報道を組み合わせたニュース番組を開始すると発表した。『STVニューストゥナイト（STV News Tonight）』は、スコットランドとイギリス全体のSTVのリソースとITNの国際的なリソースを使用して、グラスゴーから制作および放映された。2017年4月24日に開始された30分間の同番組は、ハラ・モヒディーンがプレゼンターを務め、STV2で毎晩19:00に放送された。

### 削減
2018年5月16日、STVはニュース部門の34人を含む59人の人員削減を発表した。STV2は2018年6月末に放送を終了し、『STVニューストゥナイト』と同局の全国ニュースサービスが終了した。 
STV自体では、エディンバラを拠点とする『STV News at Six』の版が廃止され、セントラル・スコットランドの番組内でより短い飛び降りに置き換えられた。STVノースの地域ニュースサービスは影響を受けなかったが、同社のアバディーンスタジオで9人の職（3人のジャーナリストと6つの技術ポスト）が失われた。
STVのNUJメンバーは人員削減に反対するストライキに賛成票を投じたが、会社が強制解雇を除外した後、組合は即時の行動に反対する決定を下した。
『STVニューストゥナイト』の最終回は2018年6月29日に放映され、続いて同年9月7日に『STV News at Six』の東部版最終回が放映された。

## チーム

### メインアンカー
| STV News at Six | STV News at Six            | STV News at Six         | STV News at Six                                          |
| --------------- | -------------------------- | ----------------------- | -------------------------------------------------------- |
|                 |                            |                         |                                                          |
| STV地域         | アンカー                   | 配置                    | 役割                                                     |
| 中部            | ジョン・マッカイ           | グラスゴー              | 『スコットランド・トゥナイト』プレゼンター               |
| 中部            | ケリー・アン・ウッドランド | エディンバラ            |                                                          |
| 中部            | エマ・キャメロン           | エディンバラ/グラスゴー | 救援プレゼンター; 『What's On Scotland』共同プレゼンター |
| 北部            | ノーマン・マクラウド       | アバディーン            | 不定期昼間/深夜プレゼンター                              |
| 北部            | アンドレア・ブリマー       | アバディーン            | 不定期昼間/深夜プレゼンター                              |
| 北部            | スーザン・ニコルソン       | ダンディー              | メインテイサイドオプトプレゼンター                       |

| グラスゴーと西部         | グラスゴーと西部 | グラスゴーと西部 |
| ------------------------ | ---------------- | ---------------- |
|                          |                  |                  |
| シャロン・フリュー       | チーフリポーター |                  |
| バーナード・ポンソンビー | 特別特派員       |                  |

| エジンバラ、ファイフ、ロージアン | エジンバラ、ファイフ、ロージアン | エジンバラ、ファイフ、ロージアン    |
| -------------------------------- | -------------------------------- | ----------------------------------- |
|                                  |                                  |                                     |
| ゴードン・クリー                 | シニアリポーター                 | 『STV News at Six』救援プレゼンター |
| ヴァネッサ・ケネディ             | リポーター                       | 『STV News at Six』救援プレゼンター |

| 北スコットランド | 北スコットランド                     | 北スコットランド |
| ---------------- | ------------------------------------ | ---------------- |
|                  |                                      |                  |
| ロス・ゴーバンズ | ニュース編集者                       |                  |
| マーク・ハースト | オークニーリポーター（フリーランス） |                  |

| 政治チーム           | 政治チーム               | 政治チーム               |
| -------------------- | ------------------------ | ------------------------ |
|                      |                          |                          |
| リポーター           | 役割                     | 備考                     |
| コリン・マッカイ     | 政治編集者               | エディンバラに拠点を置く |
| ローラ・アルダーマン | 政治リポーター           |                          |
| ユアン・ペトリー     | 政治担当記者             |                          |
| キャスリン・サムソン | ウェストミンスター特派員 |                          |

| STVスポーツチーム          | STVスポーツチーム               | STVスポーツチーム | STVスポーツチーム                                           |
| -------------------------- | ------------------------------- | ----------------- | ----------------------------------------------------------- |
|                            |                                 |                   |                                                             |
| リポーター                 | 役割                            | 配置              | 備考                                                        |
| ラマン・バードワジ         | 西部スポーツ編集者/プレゼンター | グラスゴー        |                                                             |
| クリス・ハーベイ           | 北部スポーツ編集者/プレゼンター | アバディーン      |                                                             |
| シーラ・マクラーレン       | 東部スポーツ編集者/プレゼンター | エディンバラ      |                                                             |
| ジェイミー・ボースウィック | スポーツリポーター              | エディンバラ      | 救援スポーツプレゼンター（東部）                            |
| ロニー・チャーターズ       | スポーツリポーター              | グラスゴー        | 救援スポーツプレゼンター（西部）                            |
| ステファニー・デイリー     | スポーツリポーター              | ダンディー        | 救援スポーツプレゼンター（北部）/テイサイドニュースリーダー |

| STVウェザーチーム    | STVウェザーチーム                                    | STVウェザーチーム |
| -------------------- | ---------------------------------------------------- | ----------------- |
|                      |                                                      |                   |
| 予報士               | 役割                                                 | 配置              |
| ショーン・バッティ   | メインの平日気象プレゼンター                         | グラスゴー        |
| フィリップ・ペトリー | メインの週末気象プレゼンター、救援の平日プレゼンター | グラスゴー        |
| ジョー・ファロー     | 救援の週末気象プレゼンター、救援の平日プレゼンター   | エディンバラ      |